# Sōgi
Sōgi (jap. 宗祇) (właściwie: Iio Sōgi) (ur. 1421 – zm. 1502) – japoński poeta, mistrz pieśni renga.
Wiadomości na temat jego wczesnego życia są niejasne. Urodzony w prowincji Kii lub Ōmi wywodził się z niższych warstw społecznych. We wczesnej młodości przybył do Kioto i został mnichem w Shōkoku-ji, świątyni szkoły rinzai. To umożliwiło mu studiowanie poezji renga najpierw pod kierunkiem Sōzei (zm. 1455), później zaś również Senjuna (zm. 1481) i Shinkei (zm. 1475), ówcześnie największego mistrza poezji wiązanej. W tym wczesnym okresie jego najważniejszym patronem był sławny uczony i dworski urzędnik Ichijō Kaneyoshi (zm. 1481), u którego Sōgi pobierał lekcje w zakresie klasycznej japońskiej poezji, tradycyjnych opowieści (monogatari) i dworskich zwyczajów, mając jednocześnie zapewniony dostęp do najwyższych kręgów dworskich.
W 1466 udał się w pierwszą ze swoich słynnych podróży, pozostając poza stolicą przez kolejnych osiem lat, co pozwoliło mu uniknąć zawirowań związanych z Wojną Ōnin (1467–1477). W 1471, przebywając w prowincji Izu, otrzymał od poety Tō No Tsuneyoriego (zm. 1484) Kokin Denju, sekretną wiedzę na temat Kokin wakashū, co dawało mu prawo do nauczania dworskiej literatury. Przez resztę swojego życia często wykładał na temat Kokin wakashū i takich klasyków jak Ise monogatari oraz Genji monogatari. W 1473 powrócił do Kioto i zamieszkał w założonej przez siebie pustelni w północno–wschodniej części miasta, gdzie przewodził sesjom renga i udzielał wykładów, na które uczęszczali wysokiej rangi dworzanie. 
W 1480 udał się w podróż na wyspę Kiusiu, przy czym nie występował już w tradycyjnej roli wędrującego mnicha, ale literackiej gwiazdy, na każdym kroku fetowanej przez swoich admiratorów. Po tym jak w 1481 zmarł Kaneyoshi, Sōgi stał się najważniejszą postacią literackiego świata stolicy. W 1488 spotkał się ze swoimi uczniami, Sōchō i Shōhaku, w shintoistycznej świątyni w Minase nieopodal Kioto, gdzie odbył „chyba najsłynniejszą w japońskiej historii sesję poetycką, podczas której tworzono renga”, której owocem był mający sto wersów poemat Minase sangin hyakuin. Trzy lata później ci sami poeci stworzyli kolejną słynną pieśń renga, której układaniu przewodniczył Sōgi, Yuyama sangin hyakuin, powstałą przy Gorącym Źródle Arima, w pobliżu dzisiejszego Kobe. W 1495 Sōgi otrzymał zadanie ułożenia cesarskiej antologii renga Shinsen Tsukubashū, co uważał za najwyższy z zaszczytów jakie go spotkały. Ostatnie czterdzieści lat jego życia dzieliło się na okresy pobytu w stolicy oraz wędrówek po prowincjach i zmarł podczas wspólnej z Sōchō podróży do prowincji Suruga.
Jako poeta Sōgi był konserwatystą, który opierał swoje wersy na tradycyjnej poezji waka. Jego najlepsze wersy zawierają aluzje do dworskiej literatury, której był znawcą, co dodaje im dodatkowej głębi. Bashō i inni cenili jego wersy oddające nastrój melancholii (sabi), zgodne z jego reputacją samotnego poety–wędrowca. Choć nie był tak wybitnym twórcą czystej poezji jak Shinkei, to ceni się go szczególnie za umiejętność modulowania tempa i nastroju pieśni renga, co wymagało współdziałania z innymi poetami przy łączeniu ogniw pieśni, mniej zaś za pojedyncze wersy. Pozostawił po sobie ponad dziewięćdziesiąt utworów, poza poezjami obejmujących antologie renga, dzienniki podróży oraz podręczniki tworzenia poezji.